# Liste bekannter Persönlichkeiten der Gelehrtenschule des Johanneums
Diese Liste enthält bekannte ehemalige Lehrer und Schüler der Gelehrtenschule des Johanneums in Hamburg.

## Rektoren / Direktoren
Rektoren waren:
- 1529–1537 Theophilus Hermelates (Theophil Freytag)
- 1537–1565 Matthäus Delius
- 1565–1574 Martin Mecklenburg
- 1575–1590 Werner Rolfinck
- 1591–1619 Paul Sperling
- 1620–1626 Zacharias Schefter[2]
- 1627–1628 Johann Huswedel
- 1629–1640 Joachim Jungius
- 1640–1651 Daniel Arnoldi
- 1651–1660 Peter Westhusen
- 1661–1680 Heinrich Dassow
- 1681–1682 Gottfried Voigt
- 1683–1708 Johannes Schultze[3]
- 1708–1711 Johann Albert Fabricius
- 1711–1731 Johann Hübner
- 1732–1773 Johann Samuel Müller
- 1773–1781 Johann Martin Müller
- 1782–1799 Anton August Heinrich Lichtenstein
- 1802–1827 Johann Gottfried Gurlitt, Restitutor Johannei
- 1827–1861 Friedrich Karl Kraft
  - 1861–1863 provisorisch Cornelius Müller
- 1863–1864 Theodor Kock
- 1864–1874 Johannes Classen
- 1874–1888 Richard Hoche
- 1888–1919 Friedrich Schulteß
- 1919–1925 Emil Badstübner
- 1925–1933 Edmund Kelter[4]
- 1933–1942 Werner Puttfarken
- 1942–1945 Erwin Zindler
- 1945–1946 Wilhelm Sieveking
- 1946–1951 Hans Wegner
- 1951–1952 Helmut Thede (Stellvertretung)
- 1952–1953 Heinz Fahr
- 1954–1961 Hans Oppermann
- 1961–1968 Harald Schütz
- 1968–1970 Horst-Heinz Rußland (Stellvertretung)
- 1970–1972 Peter Steder
- 1972–2001 Hans-Friedrich Bornitz[5]
- 2001–2011 Uwe Reimer
- ab 2011 Inken Hose

## Lehrer
- Johann Jacob Behrens (* 1788), Gesangslehrer
- Ernst Philipp Ludwig Calmberg[6] (1794–1851), Lehrer von 1822 bis ?
- Henning Conradinus (1538–1590), Konrektor
- Benno Diederich (1870–1947), Autor
- Georg Friedrich Encke (1782–1852), Collaborator von 1810 bis 1815
- Oskar Geith[7] (1855–1945), Lateinlehrer
- Gerdt Hardorff (1769–1864), Zeichenlehrer von 1803 bis 1849
- Gerloff Hiddinga[8] (ca. 1683–1766), Mathematik- und Zeichenlehrer von 1724 bis 1745
- Karl Friedrich Hipp[9][10][11] (1763–1838), Lehrer von 1805 bis 1836
- Hermann Gottfried Horn (1788–1849), evangelischer Pastor in St. Pauli; 1798–1808 Schüler und 1815–1819 Collaborator
- Helmut Kasten (1895–1982), Altphilologe, Herausgeber und Übersetzer von Werken von Cicero
- Adolph Kießling (1837–1893), klassischer Philologe, Lehrer 1869–1872
- Ernst Gottlob Köstlin (1780–1824), evangelischer Theologe, Lehrer ab 1807[12]
- Friedrich Erich August Krämer (1785–1845), evangelischer Theologe und Lehrer ab 1825. Von 1837 der erste Direktor der Realschule des Johanneums.
- Ludwig Heinrich Kunhardt (1788–1871), evangelischer Theologe, Collaborator 1812–1818[13]
- Gerhard Philipp Heinrich Norrmann (1753–1837), Geograph und Historiker, Subkonrektor 1782–1789
- Peter Petersen (1884–1952), Referendar und Lehrer (bis 1919)
- Otto Schliack (1880–1960), Philologie und Turnfunktionär, Lateinlehrer (1906–1945)
- Hermann Schubert (1848–1911), Mathematiklehrer 1876 bis 1908
- Georg Siebers (1914–1993), Deutschlehrer, veröffentlichte über Philosophie
- Gottlob Reinhold Sievers (1811–1866), klassischer Philologe, Lehrer ab 1834
- Ludwig Strauch (1786–1855), Dr. phil., Lehrer von 1809[12]–1818[13]
- Christophorus Sylvius, Lehrer von 1588 bis ca. 1591
- Georgius Trajectinus, Konrektor ab 1584
- Franz Wolfgang Ullrich[14] (1795–1880), Lehrer von 1823 bis ?
- Gustav Wendt (1848–1933), Lehrer, Politiker (DFP), MdR, Lehrer von 1875 bis 1897
- Otto Wolters (1796–1874), Theologe und Hauptpastor der Katharinenkirche, Lehrer ab 1819
- Friedrich Gottlieb Zimmermann (1782–1835), Dr. phil., Lehrer ab 1809[12]

## Kantoren
- Franz Eler (1550/60–1590), Succentor von 1580/81 bis 1590
- Erasmus Sartorius (1577–1637), Kantor von 1605 bis 1637
- Thomas Selle  (1599–1663), Kantor von 1641 bis 1663
- Christoph Bernhard (1628–1692), Kantor von 1663 bis 167?
- Joachim Gerstenbüttel (1650–1721), Kantor von 1675 bis 1721
- Georg Philipp Telemann (1681–1767), Kantor von 1721 bis 1767
- Carl Philipp Emanuel Bach (1714–1788), Kantor von 1768 bis 1788
- Christian Friedrich Gottlieb Schwencke (1767–1822), Kantor von 1789 bis 1822

## Schüler

### A
- Johannes Ahlburg (1883–1919), Geologe
- Gerd Albers (1919–2015), Architekt und Stadtplaner
- Paul Albrecht (1851–1894), Mediziner und Philologe
- Christian Wilhelm Alers (1737–1806), Geistlicher Dichter, Philosoph und Prediger
- Amira Mohamed Ali (* 1980), Politikerin
- Johann Arnold Amsinck[15] (1750–1782), Lizentiat und Professor der praktischen Philosophie
- Peter Amsinck[16] (1716–1767), Advocat und Ratssyndikus
- Wilhelm Amsinck (1752–1831), Hamburger Kaufmann, Ratsherr und Bürgermeister
- Johann Julius Anckelmann (1692–1761), Jurist und Oberaltensekretär
- Eduard Arning (1855–1936), Lepraforscher

### B
- Hartwig Bambamius (1685–1742), lutherischer Theologe
- Johann Heinrich Bartels (1761–1850), Hamburger Bürgermeister
- Heinrich Barth (1821–1865), Afrikaforscher
- Johann Bernhard Basedow (1724–1790), Pädagoge und Gründer des Philanthropinums in Dessau
- Johann Philipp Beckmann (1752–1814), Jurist und Kunstsammler
- Ferdinand Beit[17] (1817–1870), Chemiker und Unternehmer
- Peter Berghaus (1919–2012), Numismatiker, Honorarprofessor und Museumsdirektor
- Carl Bertheau (1806–1886), evangelischer Theologe und Pädagoge
- Ernst Bertheau (1812–1888), Orientalist und Exeget
- Johann Heinrich Beuthner[18] (1693–1731), Musikdirektor
- Matthias Biester[19] (1635–1713), Archidiakons von St. Katharinen in Hamburg
- Christian „Büdi“ Blunck (* 1968), Hockey-Olympiasieger und -Europameister
- Peter van Bohlen (1796–1840), Orientalist
- Albert de Boor (1852–1945), Archivar
- Justus Brinckmann (1843–1915), Gründer des Museums für Kunst und Gewerbe
- Barthold Heinrich Brockes (1680–1747), Dichter
- Henning Brütt (1888–1979), Chirurg, Urologe und Neurochirurg, Ärztlicher Direktor des Hafenkrankenhauses
- Thomas Brunnemann[20] (1749–1826), Advocat, Ratsherr
- Johann Heinrich Burchard (1852–1912), Hamburger Bürgermeister
- Johann Georg Büsch (1728–1800), Wirtschaftstheoretiker
- Paul Heinrich Büsch[21] (1756–1837), Arzt

### C
- Johann Heinrich de Chaufepié (1773–1855), Arzt
- Johannes Classen (1805–1891), Altphilologe
- Johann Diederich Cordes (1730–1813), Hamburger Kaufmann und Ratsherr
- Lucas Corthum (1688–1765), Hamburger Bürgermeister
- Wolf-Ulrich Cropp (* 1941), Schriftsteller

### D
- August Danzel (1822–1889), Chirurg
- Friedrich Danzel (1792–1847), Arzt
- Oskar Deecke (* 1986), Hockey-Olympiasieger
- Ernst Delbanco (1869–1935), Arzt
- Diedrich Diederichsen (* 1957), Kulturkritiker
- Hans Diller (1905–1977), klassischer Philologe und Medizinhistoriker
- Hans Driesch (1867–1941), Philosoph
- Ludwig Duncker (1810–1875), evangelischer Theologe und Hochschullehrer

### E
- Heinrich von Eckardt (1861–1944), Dragoman und Diplomat
- August Johann Michael Encke (1749–1795), evangelisch-lutherischer Geistlicher
- Johann Franz Encke (1791–1865), Astronom
- Nicolaus Joachim Guilliam Evers (1766–1837), Pastor und Autor

### F
- Barthold Feind (1678–1721), Schriftsteller und Opernlibrettist
- Kurt Fitzler (1885–1914), Althistoriker
- Hinnerk Fock (1943–2025), Politiker
- Gottfried Forck (1923–1996), evangelischer Bischof
- Oskar Frankfurter (1852–1922), Sprachwissenschaftler, Indologe und Thaiist

### G
- Johannes Geffcken (1803–1864), Pastor
- Johann Moritz Heinrich Gericke (1748–1826), Gymnasiallehrer und Rektor des Akademischen Gymnasiums in Hamburg
- Christian Ludwig Gerling (1788–1864), Mathematiker und Astronom
- Ralph Giordano (1923–2014), Schriftsteller
- Paul Dietrich Giseke (1741–1796), Arzt, Botaniker, Lehrer und Bibliothekar
- Carl von Graffen (1793–1852), hanseatischer Diplomat
- Florian Greten (* 1972), Onkologe
- Hermann Gries (1810–1892), Jurist und Oberaltensekretär

### H
- Martin Haller (1835–1925), Architekt (u. a. des Hamburger Rathauses)
- Georg Hanssen (1809–1894), Agrarhistoriker und Nationalökonom[22]
- Johann Michael Hermann Harras (1762–1833), evangelisch-lutherischer Theologe und Pädagoge
- Tobias Hauke (* 1987), Hockey-Olympiasieger
- Friedrich Hebbel (1813–1863), Dichter
- Gerrit Heesemann (* 1967), Sänger (Lotto King Karl)
- Karl Ferdinand Theodor Hepp (1800–1851), Rechtswissenschaftler
- Heinrich Hertz (1857–1894), Physiker
- Christoph Wilhad Hilcken (1664–1717), Jurist und Oberaltensekretär
- Karl Johann Heinrich Hübbe (1764–1830), Prediger und Schriftsteller
- Johann Michael Hudtwalcker (1747–1818), Kaufmann

### J
- Gisbert Jacoby (1943–2018), Schachspieler und -trainer
- Gottfried Jacob Jänisch (1707–1781), Arzt
- Gottfried Jacob Jänisch (1751–1830), Arzt
- Rudolph Jänisch (1750–1826), evangelisch-lutherischer Geistlicher und Hauptpastor in Hamburg
- Johann Anton Rudolph Janssen (1767–1849), Geistlicher, Philosoph und Schriftsteller
- Hans Jauch (1883–1965), Oberst und Freikorpsführer
- Walter Jens (1923–2013), Schriftsteller
- Jacob John (1674–1727), Hamburger Ratsherr
- Johann John (1796/1797–1865), Theologe und Geistlicher
- Franz Jügert (1563–1638), Jurist
- Caesar Albrecht Jungclaussen (1855–1916), Apotheker
- Christian Jürgens (* 1951), Chirurg

### K
- Günter Kalbaum (1920–2010), Manager und Vorstandsvorsitzender
- Helmut Kasten (1895–1982), Altphilologe, Herausgeber und Übersetzer von Werken von Cicero
- Peter Katzenstein (* 1945), Politikwissenschaftler
- Harry Graf Kessler (1868–1937), Schriftsteller
- Bernhard Klefeker (1760–1825), Hamburger Hauptpastor
- Thomas Klie (* 1955), Jurist und Gerontologe
- Johann Carl Knauth (1800–1876), Jurist
- Franz Knoop (1875–1946), Chemiker
- Theodor von Kobbe (1798–1845), Jurist, Menschenrechtler und Schriftsteller
- Hermann Krabbo (1875–1928), Archivar, Historiker und Hochschullehrer
- Gerhard Kreyenberg (1899–1996), Psychiater, stellvertretender Direktor der Alsterdorfer Anstalten zur NS-Zeit
- Gerhard Krüss (1859–1895), Chemiker

### L
- Johann Paul Langermann[23] (1716–1752), Jurist und Numismatiker
- Johann Martin Lappenberg (1794–1865), Historiker
- Johann Christian Mauritz Laurent (1810–1876), deutscher Lehrer (am Johanneum), Bibliothekar und Philologe
- Volker Lechtenbrink (1944–2021), Sänger und Schauspieler
- Eduard Lohse (1924–2015), EKD-Präsident, Landesbischof und Theologe
- Heinz Lord (1917–1961), Mitglied der Hamburger Weißen Rose, Generalsekretär des Weltärztebundes

### M
- Walter Matthaei (1874–1953), Hamburger Senator
- Carl Melchior (1871–1933), Jurist und Bankier, Leiter der deutschen Finanzdelegation bei den Verhandlungen zum Versailler Vertrag
- Werner von Melle (1853–1937), Begründer der Hamburger Universität
- Max Mendel (1872–1942), Konsumgenossenschafter, jüdischer Hamburger Senator
- Eduard Meyer (1855–1930), Universalhistoriker
- Johann Friedrich Albrecht August Meyer (1807–1893), Jurist
- Rudolf Michael (1890–1980), Journalist
- Wilhelm Hildemar Mielck (1840–1896), Pharmazeutiker und niederdeutscher Sprachforscher
- Johann Gottfried Misler (1720–1789), Jurist und Oberaltensekretär
- Daniel Gotthilf Moldenhawer (1753–1823), Theologe, Philologe und Bibliothekar
- Hartwig Johann Moller (1677–1732), Jurist und Oberaltensekretär
- Hieronymus Hartwig Moller (1711–1780), Jurist und Richter
- Johann Georg Mönckeberg (1766–1842), Rechtsanwalt, Bibliothekar und Ratsherr
- Johann Georg Mönckeberg (1839–1908), Hamburger Bürgermeister
- Adolf Moraht (1805–1884), Pastor und Dichter
- Diedrich Mumssen[24] (1737–1806), Arzt
- Jacob Mumssen (1737–1819), Arzt und Schriftsteller

### N
- Hermann Nagel (1871–1945), Mitglied der Hamburgischen Bürgerschaft, Richter
- August Johann Wilhelm Neander (1789–1850), evangelischer Theologe und Professor für Kirchengeschichte
- Klaus-Harro Nehlsen (1930–2012), Unternehmer
- Philipp Andreas Nemnich (1764–1822),  Lexikograf, Publizist und Jurist
- Hans Georg Niemeyer (1933–2007), Klassischer Archäologe, Ausgräber in Karthago
- Georg Justus Friedrich Noeldecke (1768–1843), Arzt und Schriftsteller
- Johann Heinrich Vincent Nölting (1736–1806), Theologe und Philosoph
- Theodor Nölting (1811–1890), Pädagoge und klassischer Philologe
- Max Nonne (1861–1959), Neurologe
- Joseph Norden (1870–1943), Rabbiner
- Hans Erich Nossack (1901–1977), Schriftsteller
- Theodor Nottebohm (1850–1931), evangelischer Theologe, Domprediger und Generalsuperintendent

### O
- Arthur Obst, Lehrer und Journalist (1866–1936)
- Georg Friedrich Ludwig Oppenheimer (1805–1884), Jurist
- Alphons Oppenheim (1833–1877), Chemiker und Hochschullehrer
- Johannes Overbeck (1826–1895), Klassischer Archäologe
- Adolf Overweg (1822–1852), Afrikaforscher

### P
- Fredrik Pacius (1809–1891), Komponist
- Wolfgang Panofsky (1919–2007), Physiker (emigrierte vor dem Abschluss)[25]
- Karl Wilhelm Ludwig Pappe (1803–1862), Botaniker
- Friedrich Matthias Perthes (1800–1859), Pastor
- Clemens Theodor Perthes (1809–1867), Rechtswissenschaftler und Mitgründer der Inneren Mission
- Carl Friedrich Petersen (1809–1892), Hamburger Bürgermeister
- Wolfgang Petersen (1941–2022), Filmregisseur
- Udo Pini (* 1941), Herausgeber und Autor
- Johann Christian Plath (1790–1852), evangelisch-lutherischer Geistlicher
- Wilhelm Plath (1795–1877), Arzt
- Warner Poelchau (1852–1922), Kaufmann und Politiker
- Robert Wichard Pohl (1884–1976), Physiker
- Hieronymus Praetorius (1595–1651), lutherischer Geistlicher, Theologe, Physiker und Hochschullehrer
- Johannes Prassek (1911–1943), katholischer Priester, „Lübecker Märtyrer“, 2011 seliggesprochen

### R
- Wolfgang Ratke (1571–1635), Pädagoge
- Carl Christian Redlich (1832–1900), Philologe, Germanist und Pädagoge
- Hermann Samuel Reimarus (1694–1768), Schriftsteller
- Johann Wilhelm Rautenberg (1791–1865), Theologe, Begründer der Sonntagsschule in Hamburg
- Eduard Rentzel (1772–1832), Jurist, Oberaltensekretär und Ratsherr
- Joachim Rentzel (1694–1768), Jurist und Ratsherr
- Grigorij Richters (* 1987), Filmregisseur und Aktivist
- Gabriel Riesser (1806–1863), Rechtsanwalt, Notar
- Johann Rist (1607–1667), Dichter und Schriftsteller
- Erwin Rohde (1845–1898), Altphilologe
- Albrecht Roscher (1836–1860), Afrikaforscher
- Thomas G. Rosenmeyer (1920–2007), Altphilologe
- Bernhard Rüder (1899–1968), Gynäkologe, Verbandspräsident und Politiker
- Hermann Rüdiger  (1889–1946), Geologe und Polarforscher sowie ab 1941 Leiter des Deutschen Ausland-Instituts in Stuttgart
- Vincent Rumpff (1701–1781), Hamburger Bürgermeister
- Philipp Otto Runge (1777–1810), Maler der Romantik

### S
- Ernest H. Sanders (1918–2018), Musikhistoriker
- Hjalmar Schacht (1877–1970), Reichsbankpräsident und 1934 bis 1937 Reichswirtschaftsminister
- Johann Diedrich Schaffshausen (1643–1697), Hamburger Bürgermeister
- Paul Schaffshausen (1712–1761), Theologe, Philologe und Philosoph
- Julius Scharlach (1842–1908), Rechtsanwalt und Kolonialunternehmer
- Hans-Joachim Scheel (1923–1999), Architekt (1940 als Mitglied der Swing-Jugend von der Gestapo verhaftet und durch das Johanneum relegiert.)
- Heinrich Gottlieb Schellhaffer (1707–1757), Philosoph
- Leif Schrader (* 1969), Politiker
- Wolfgang Schlachter (1908–1999), Sprachwissenschaftler
- Matthias Jacob Schleiden (1804–1881), Botaniker
- Carl August Schröder (1855–1945), Hamburger Bürgermeister
- Jacob Schuback (1726–1784), Hamburger Jurist, Diplomat und Komponist
- Nicolaus Schuback (1700–1783), Jurist und Hamburger Bürgermeister
- Johann Schulte, Ratsherr (1751–1817), Jurist
- Johann Dominikus Schultze (1751–1790), Arzt und Naturforscher
- Paul Schulz (* 1937), „Ketzerpastor“ von St. Jacobi, später atheistischer Publizist
- Friedemann Schulz von Thun (* 1944), Psychologe
- Carl Schwencke (1797–1870), Pianist und Komponist
- Johann Friedrich Schwencke (1792–1852), Organist und Komponist
- Ulrich Seelemann (* 1951), Richter und Konsistorialpräsident
- Gottfried Semper (1803–1879), Architekt
- Heinrich Matthias Sengelmann (1821–1899), Pastor und Gründer der Alsterdorfer Anstalten
- Joachim Friedrich Siemers (1792–1863), Mediziner, praktischer Arzt, Freimaurer und Naturforscher
- Hermann Sieveking (1875–1914), Theoretischer Physiker
- Karl Sieveking (1787–1847), Diplomat, Politiker
- Kurt Sieveking (1897–1986), Hamburger Bürgermeister und Bundesratspräsident
- Eduard Wilhelm Sievers (1820–1894), Shakespeareforscher
- Wilhelm Sievers (1860–1921), Geograph
- Morris Simmonds (1855–1925), Pathologe
- Henry B. Sloman (1812–1867), Jurist
- Joachim Steetz (1804–1862), Arzt, Botaniker
- Olaf Steinbiß (* 1966), Politiker
- Peer Steinbrück (* 1947),[26] Ministerpräsident von Nordrhein-Westfalen, Bundesminister für Finanzen, Kanzlerkandidat
- Paul L. Strack (1863–1930), Großkaufmann und Senator der Freien und Hansestadt Lübeck
- Bruno Streckenbach (1902–1977), SS-Gruppenführer und Amtschef im Reichssicherheitshauptamt

### T
- Georg Michael Telemann (1748–1831), Kirchenmusiker und Komponist
- Rudolph Timm (1859–1936), Zoologe und Lehrer
- Ernst Tuch (1872–1922), Philosoph und Nationalökonom

### U
- Karl Ulmer (1915–1981), Philosoph
- Paul Gerson Unna (1850–1929), Dermatologe

### V
- Joachim Caspar Voigt (1720–1799), Kaufmann, Senator

### W
- Friedrich Wasmann (1805–1886), Maler
- Johannes Wedde (1843–1890), Schriftsteller und Sozialdemokrat
- Christian Wegner (1893–1965), Verleger
- Bernd-Jürgen Wendt (1934–2025), Historiker
- Dietrich Wersich (* 1964), Senator
- Wilhelm Westphal (1882–1978), Physiker
- Hermann Libert Westphalen (1822–1846), Astronom
- Nicolaus Adolf Westphalen (1793–1854), Jurist und Oberaltensekretär
- Johann Hinrich Wichern (1808–1881), Gründer der „Inneren Mission“, des Rauhen Hauses und seiner Schule
- Henrik Wiese (* 1971), Flötist
- Hinrich Diederich Wiese (1676–1728), Jurist, Oberaltensekretär, Ratsherr und Hamburger Bürgermeister
- Johann Dietrich Winckler (1711–1784), Theologe
- Johann Jacob Paul Wirtz (1881–1946), Kaufmann, Bankier und Handelskammer-Präses
- Otto Wolters (1796–1874), Theologe und Hauptpastor der Katharinenkirche
- Johann von Wowern (1574–1612), Politiker, Klassischer Philologe und Jurist

### Z
- Wolfgang Zeidler (1924–1987), Präsident des Bundesverwaltungsgerichts, dann des Bundesverfassungsgerichts
- Paultheo von Zezschwitz (* 1972), Chemiker und Unternehmer
- Axel Zwingenberger (* 1955), Jazzpianist